# 桂花巷 (電影)
《桂花巷》，是一部台灣電影，由蕭麗紅的小說作品《桂花巷》為基礎所改編拍攝，於1987年9月5日在臺灣上映。

## 劇情
剔紅是一位自小生長於漁村的少女；她的命運似乎一出生就注定了，一如她的斷掌紋。
在十二歲那年，剔紅的父母雙雙過世。十六歲時，弟弟剔江也意外溺死於大海；那年，她決心改變自己已定的命運，發誓遺忘曾挨過的貧窮、無依。
後來，她憑藉一雙出名的繡花巧手及一對硬綁出來的三寸金蓮，嫁入當地的豪富之家──位於桂花巷的辛家，而放棄了原本互有好感、但家境同樣貧困的漁村青年阿海。
二十歲那年，她終於擊敗周圍所有蠻橫的親長，成為桂花巷一家之主，在自己的王國坐擁一切；但是，命運未曾改變她的一切。
廿三歲，她的丈夫辛瑞雨過世；那一年，她的兒子才五歲。在喪夫後，她因難忍情慾煎熬而造成生命中唯一的出軌。
後來，就連自己的親生兒子也因為在外忙於工作而很少回來探望剔紅。在她六十五歲即將瞑目而去時，她回顧自己一生孤獨的命運，感到這些事似乎一出生就注定了，一如她的斷掌紋一般……

## 人物角色
| 角色名稱 | 演員   | 備註                     |
| -------- | ------ | ------------------------ |
| 高剔紅   | 陸小芬 | 故事的主旋律人物         |
| 楊春樹   | 庹宗華 | 捲菸人，高剔紅私生女的爹 |
| 辛瑞雨   | 周華健 | 高剔紅的丈夫             |
| 秦江海   | 任達華 | 高剔紅的鄰居             |
| 辛惠池   | 李志希 | 辛瑞雨、高剔紅的兒子     |
| 新月     | 林秀玲 | 高剔紅的婢女             |
| 高剔紅   | 李淑楨 | 年幼時期的高剔紅         |

## 拍攝場景
該片全在澎湖縣湖西鄉菓葉村及西嶼鄉池西村與小門村鯨魚洞取景，以攝取其閩南式傳統建築特色並呈現出早期臺灣貧苦漁村意象。

## 獎項
| - 第24屆金馬獎 - 「最佳劇情片獎」 - 「最佳女配角獎」：林秀玲 - 「最佳原著音樂獎」：陳揚 | - 第24屆金馬獎 - 「最佳電影插曲獎」：陳揚、吳念真 - 亞太影展 - 「最佳女主角獎」：陸小芬 |

## 逸事
澎湖縣望安鄉中社村曾被誤傳為影片的拍攝地點，加上曾被導遊與解說員以訛傳訛，造成許多人長年誤以為該地為取景之處。